# Ronnie Radke
Ronald Joseph Radke (Ronnie Radke; Las Vegas, 1983. december 15. –) amerikai énekes, író, rapper, zenész és zenei producer. Ronnie énekesként sikert aratott a post-hardcore Escape The Fate bandában a huszas éveiben, de a karrierje elakadt a próbaidő megsértése miatt kapott 2,5 év börtön miatt. Szabadulása után a Falling in Reverse énekese és frontembere lett.
Szólókarrierje alatt nyilvánosságra hozta a rap mixtape-jét "Watch Me" néven 2014-ben, amelynek elkészítésében segített Deuce, b.LaY, Tyler Carter, Sy Ari Da Kid, Jacoby Shaddix, Danny Worsnop, Andy Biersack, és Craig Mabbitt.

## Életrajz
Ronald Joseph Radke 1983. december 15-én született a Nevada állambeli Las Vegasban, a St Rose kórházban. Édesapja Russel Radke, két testvére Anthony James Radke (1980-2013) és Matthew Radke. Édesanyja droggfüggősége miatt nem volt aktív részese Radke gyermekkorában, elmondása szerint ez egy alapvető hiányosságot okozott benne a nők felé irányuló tiszteletben felnőttként, habár később megbocsátott neki, amikor egy Falling In Reverse koncert után képet posztolt róla az Instagramon 2014-ben.
Radke első bandáiban zongorázni és gitározni tanult. Kezdetben Blink-182 dalokat játszott gitáron. Az első dal amit el tudott játszani a "Dammit". Számos bandát alapított a középiskolai éveiben. Elszökött otthonról, hogy legjobb barátjával, Mitch-csel játszhasson az első bandájában a 3.0.-ban, ami Radke szerint pont úgy hangzott, mint a Blink-182. Mitch-csel és Mitch édesanyjával élt egy ideig. Volt néhány előadásuk különböző helyeken, mint a Chain Reaction és a Huntridge, Las Vegasban. A banda után Ronnie visszaköltözött apjához, visszament az iskolába, majd ismét otthagyta. Egy Alternative Press interjúban nyilatkozott erről: "Valamiért egész egyszerűen nem tudtam figyelni; csak álmodoztam minden másról, ami csinálnom kellene." A második banda amiben játszott a "Lefty" volt. Egy tehetségkutatóban találkozott Max Greennel (az Almost Heroes nevű bandából). Radke mikorofonja leesett a színpadon, Max pedig felvette neki. Összebarátkoztak és megalapították a True Story-t, felvettek egy demót, amiben szerepelt a "This is not the end" című dal. Thrice inspirálta, hogy elkezdjen screamozni, aztán énekelni, lassan megalapította az "Escape The Fate"-et.
1998-ban megírta a "Listen Up!", "Beside the Issues" és a "The Worst Time" című zenéket. 2001-ben egy producer barátjával, Michael "Elvis" Breskette-tel, felvették a "Listen Up", "The Wors Time" és a "The Departure" számokat. Közösen vették fel a hangszereket, és írták meg az alábbi dalok témáit 2005-ben, az Escape The Fate-tel együtt:  "As You're Falling Down", "Make Up", "Not Good Enough for Truth in Cliche".
Forrás: angol Wikipédia.
1. 1 2   (2025. január 22.) „Ronnie Radke” (angol nyelven). Wikipedia. (Hozzáférés: 2025. január 23.)